# کرتوک
کرتوک (به صربی: Krtok) یک منطقهٔ مسکونی در صربستان است که در کورشوملیا واقع شده‌است. کرتوک ۳۹ نفر جمعیت دارد.